# Aparicio Podestá
Aparicio Podestá (Buenos Aires; 1897 - ibídem, 1979) fue un actor argentino de cine y teatro.

## Biografía
Hijo del matrimonio de actores uruguayos integrado por Juan Vicente Podestá y Esther Boggini, y hermano de Hebe Podestá, Marino Podestá y Totón Podestá, Aparicio perteneció a la importante familia de actores platenses en la que también se destacaban María Esther Podestá, Pablo Podestá, Antonio D. Podestá,  Gerónimo Podestá, Argentino Podestá, Arturo Podestá, Aurelia Podestá, Zulema Podestá  y José Podestá. Formó parte de la segunda generación de los Podestá junto con Blanca Podestá, Totón Podestá y María Podestá.
Comenzó su carrera actoral a los 11 años en un antiguo teatro porteño. En la pantalla grande se lució con actores de la talla de Eva Franco, Ada Cornaro, Emilia Vidal, Mario Parpagnoli, Arturo Sandón, entre otros.

## Carrera

### Filmografía
- 1924: La cieguita de la Avenida Alvear.
- 1924: Los misterios del turf argentino.
- 1926: Galleguita.
- 1938: Sierra Chica.
- 1938: Plegaria gaucha.
- 1938: El cabo Rivero.
- 1943: El fabricante de estrellas.[2]

### Teatro
Se destacó en numerosas obras teatrales siendo una de las más conocidas, Estilos criollos, acompañado con la guitarra por su hermanito Hebe, y Cigalito (1908), un monólogo de José Eneas Riú con música de  Enrique Chelli, estrenado en el Teatro Apolo con la compañía "Guardia Joven" conformada junto a los entonces niños Podestá (Aurelia, Zulema, Marino, José Ricardo y Elsa). Formaba parte de la "Compañía Podestá- Vittone".
En 1911 forma parte del elenco de la "Compañía Nacional Pablo Podestá", dirigida por José J. Podestá, en las obras Las notas rojas y Barranca abajo. Junto con importantes actores como Lea Conti, Elías Alippi,  Ángel Quartucci y Carlos Bettoldi, entre muchos otros. Con música de Arturo De Bassi y Antonio Podestá.
En 1918 fue parte del personal de su hermano José, con el que hizo numerosas presentaciones en el interior del país, junto con otros actores de la talla de Pepe Arias, Victoria Corsini, Ignacio Corsini, Guido Piotti y Alberto Legris.
En 1926 junto con Antonio y Elsa Podestá representan con gran éxito, las obras más representativas del género gauchesco como La piedra de escándalo y La chacra de San Lorenzo, de Martín Coronado, La ley oculta de Claudio Martínez Paiva, Santos Vega y Julián Giménez de Abdón Aróstegui, Cobarde, de Pérez Petit y el El rosal de las ruinas, de Belisario Roldán.
Integró entre 1932 y 1933 la "Compañía Dealessi-Camiña-Caplán-Serrano" conformada por la primera actriz Pierina Dealessi, Alfredo Camiña, Marcos Caplán y Enrique Serrano. En el elenco también se le sumaban María Armand, Malva Castelli, Martín Zabalúa, Gonzalo Palomero, Tomás Hartich, Alfredo Fornaresio, Arturo Podestá, Juan Castro, Juan Viura, Tito Carné, entre otros. Con este grupo teatral estrena en teatros como el Smart o el Cómico, las obras La vuelta de Miss París, Detrás de cada puerta, Fiesta de Santa Angélica, Una santa en el infierno, entre otras.
En 1941 trabajó  en una obra de Francisco Canaro e Ivo Pelay llamada La historia del tango. Formaban parte del elenco Elsa O'Connor, Marcelo Ruggero, Mario Danesi, Sara Ruassan, Myrna Mores, Carlos Enríquez. y los cantores Ernesto Famá y Francisco Amor. Mariano Mores actuó en esta obra junto a Luis Riccardi, con quien formaban un magnífico dúo de pianistas que era singularmente celebrado.